# Voit Peak
Voit Peak är en bergstopp i Antarktis. Den ligger i Västantarktis. Argentina, Chile och Storbritannien gör anspråk på området. Toppen på Voit Peak är 1 124 meter över havet.
Terrängen runt Voit Peak är bergig söderut, men norrut är den kuperad. Terrängen runt Voit Peak sluttar brant västerut. Trakten är obefolkad. Det finns inga samhällen i närheten.